# Ernest Messner
Pour les articles homonymes, voir Messner.
Ernest Messner, né le 1er avril 1851 à Dijon (Côte-d'Or) et décédé le 2 juillet 1914 à Dijon, est un homme politique français

## Biographie
Brasseur et viticulteur, il est président de la chambre de commerce de Dijon. Conseiller général en 1892, il est député de la Côte-d'Or de 1906 à 1910 et sénateur de 1910 à 1914. Il s'occupe surtout de questions viticoles  . ==

## Sources
- Jean Jolly (dir.), Dictionnaire des parlementaires français, notices biographiques sur les ministres, sénateurs et députés français de 1889 à 1940, Paris, PUF, 1960